# ISO 14000
ISO 14000 là 1 bộ các tiêu chuẩn liên quan đến quản lý môi trường nhằm hỗ trợ cho các tổ chức giảm thiểu ảnh hưởng xấu đến môi trường, tuân thủ đúng pháp luật, quy định và chính sách môi trường khác. ISO 14000 tương tự như ISO 9000 trong quản lý chất lượng. Cả hai đều đưa ra quy trình làm cách nào để sản xuất một sản phẩm.

## Lịch sử của hệ thống quản lý môi trường
Năm 1992, BSI Group đã công bố hệ thống tiêu chuẩn quản lý môi trường đầu tiên trên thế giới, BS 7750 . Trước đó, quản lý môi trường đã là một phần của hệ thống lớn như Responsible Care . BS 7750 cung cấp mẫu cho sự phát triển của bộ tiêu chuẩn ISO 14000 năm 1996, bởi Tổ chức Tiêu chuẩn Quốc tế, cái đại diện cho cộng đồng ISO thế giới (Clements 1996, Brorson & Larsson, 1999). Tính đến 2010 ISO 14001 đã được sử dụng ở 223 149 tổ chức ở 159 thành phố .

## Quá trình phát triển của bộ tiêu chuẩn ISO 14000
Bộ tiêu chuẩn ISO 14000 bao gồm nhiều hệ thống tiêu chuẩn, trong đó cốt lõi nhất là ISO 14001, cái thường được dùng làm khuôn mẫu để các tổ chức thiết kế và thực thi hiệu quả hệ thống quản lý môi trường (EMS). Một tiêu chuẩn khác trong bộ tiêu chuẩn ISO 14000 là ISO 14004, cái sẽ cho hướng dẫn để có được một EMS tốt và tiêu chuẩn chuyên để giải quyết những khía cạnh quản lý môi trường đặc biệt. Mục tiêu chính của bộ tiêu chuẩn ISO 14000 là " đẩy mạnh việc quản lý môi trường hiệu quả trong tổ chức và cung cấp công cụ hữu ích để sử dụng hiệu quả chi phí, linh hoạt và phản ánh các tổ chức tốt nhất và thực hiện tốt nhất, tiếp nhận thông tin liên quan đến môi trường .
ISO 14000 dựa trên cách tiếp cận tự nguyện về môi trường (Szymanski & Tiwari 2004). Bộ tiêu chuẩn bao gồm tiêu chuẩn ISO 14001, cái cung cấp hướng dẫn cho việc thành lập hoặc cải thiện EMS. Tiêu chuẩn chia sẻ nhiều điểm tương đồng với ISO 14000 là ISO 9000, tiêu chuẩn quốc tế cho quản lý chất lượng (Jackson 1997), cái cung cấp mô hình cho cấu trúc nội bộ (National Academy Press 1999). Cũng như ISO 9000, ISO 14000 vừa là công cụ quản lý nội bộ và là cách chứng minh những vi phạm về môi trường của công ty đến khách hàng và người tiêu dùng (Boiral 2007).
Trước sự phát triển của bộ tiêu chuẩn ISO 14000, các tổ chức tạo các EMS của họ, nhưng điều đó làm cho việc so sánh hiệu quả môi trường giữa các công ty trở nên khó khăn; vì thế, bộ tiêu chuẩn ISO 14000 đã được phát triển. EMS được định nghĩa bởi ISO là "phần của toàn bộ hệ thống quản lý, nó bao gồm cấu trúc tổ chức, kế hoạch hoạt động, trách nhiệm, thực hiện, thủ tục, quy trình và nguồn lực cho sự phát triển, thực thi, thành tựu và duy trì chính sách môi trường (ISO 1996 cited in Federal Facilities Council Report 1999)

## Tiêu chuẩn ISO 14001
ISO 14001 tạo ra tiêu chuẩn cho hệ thống quản lý môi trường (EMS). Nó không yêu cầu nhà nước cho thực hiện về môi trường, nhưng đầu ra là khung cho công ty hoặc tổ chức có thể theo dõi việc thực hiện EMS. Nó có thể được sử dụng bởi bất kỳ tổ chức nào muốn cải thiện nguồn lực hiệu quả, giảm chất thải, cắt giảm chi phí. Sử dụng ISO 14001 có thể cung cấp hệ thống quản lý công ty, nhân viên cũng như là các bên liên quan bên ngoài rằng tác động môi trường được đo lường và cải thiện . ISO 14001 cũng có thể được tích hợp với chức năng quản lý khác và hỗ trợ các công ty trong việc đáp ứng các mục tiêu về môi trường và kinh tế của họ.
ISO 14001, như với tiêu chuẩn ISO 14000 khác, là tự nguyện (IISD 2010), với mục đích chính là hỗ trợ các công ty việc cải thiện liên tục môi trường của họ, trong khi tuân thủ bất kỳ luật áp dụng. Các tổ chức chịu trách nhiệm thiết lập mục tiêu và phương pháp thực hiện, với tiêu chuẩn hỗ trợ họ trong mục đích gặp gỡ và trong việc hiệu chỉnh và đo lường (IISD 2010).
Tiêu chuẩn có thể áp dụng cho các cấp khác trong công ty, từ cấp tổ chức xuống cấp sản xuất và dịch vụ (RMIT University). Thay vì tập trung vào các biện pháp và mục tiêu của hoạt động môi trường chính xác, những điểm nổi bật tiêu chuẩn mà một tổ chức cần là làm gì để đạt được mục tiêu (IISD 2010).
ISO 14001 được biết đến như là hệ thống tiêu chuẩn quản lý chung, có nghĩa là nó có lợi cho bất cứ tổ chức nào dùng để cải thiện và quản lý nguồn lực hiệu quả hơn. Nó bao gồm:
1. Cho các công ty đa quốc gia lớn
2. Công ty có rủi ro cao cho đến các tổ chức dịch vụ có rủi ro thấp
3. Sản xuất, quy trình, và các dịch vụ ngành công nghiệp, bao gồm cả chính quyền địa phương
4. Tất cả các ngành công nghiệp bao gồm cả công cộng và tư nhân
5. Các tổ chức sản xuất thiết bị và các nhà cung cấp của họ.

Tất cả các tiêu chuẩn được đánh giá định kỳ bởi ISO để đảm bảo họ vẫn đáp ứng yêu cầu thị trường. Phiên bản hiện tại ISO 14001: 2015 đã được công bố, các tổ chức chứng nhận được một giai đoạn chuyển tiếp ba năm để điều chỉnh hệ thống quản lý môi trường của họ với phiên bản mới của tiêu chuẩn. Các phiên bản mới của ISO 14001 là sẽ tập trung vào việc cải thiện hiệu suất môi trường chứ không phải là để cải thiện hệ thống quản lý bản thân.

## Nguyên tắc và phương pháp cơ bản
Nó dựa trên chu trình Lập kế hoạch-Quy trình thực hiện- Kiểm tra-Hành động.

### Kế hoạch- thiết lập mục tiêu và quy trình cần thiết
Trước khi thực thi ISO 14001, đầu tiên xem xét hoặc phân tích lỗ hổng quy trình của tổ chức và sản phẩm được đề cử, để hỗ trợ cho việc xác định tất cả các yếu tố của hoạt động hiện tại, nếu có thể, hoạt động tương lai, cái có thể tương tác với môi trường, thuật ngữ là " khía cạnh môi trường" (Martin 1998). Các khía cạnh môi trường có thể bao gồm cả trực tiếp, chẳng hạn như những người sử dụng trong quá trình sản xuất, và gián tiếp như: nguyên liệu (Martin 1998). Đánh giá này hỗ trợ các tổ chức trong việc thiết lập các mục tiêu môi trường và các mục tiêu, cái có thể đo lường; giúp với sự phát triển của kiểm soát và quản lý các thủ tục và quy trình; và phục vụ để làm nổi bật bất kỳ yêu cầu pháp lý có liên quan, sau đó có thể được xây dựng thành các chính sách (Các tiêu chuẩn Úc / Tiêu chuẩn New Zealand 2004).

### Các quy trình thực hiện
Trong giai đoạn này, tổ chức xác định các nguồn lực cần thiết và hoạt động của các thành viên chịu trách nhiệm thực hiện và kiểm soát của EMS (Martin 1998). Điều này bao gồm việc thiết lập các thủ tục và quy trình, mặc dù chỉ có một thủ tục dạng văn được quy định liên quan đến hoạt động kiểm soát. Các thủ tục khác được yêu cầu để thúc đẩy kiểm soát quản lý tốt hơn các yếu tố như kiểm soát tài liệu, chuẩn bị ứng phó khẩn cấp và phản ứng, và sự giáo dục của nhân viên, để đảm bảo rằng họ có thể thực hiện thành thạo các quy trình cần thiết và ghi nhận kết quả (Tiêu chuẩn Úc / Tiêu chuẩn New Zealand 2004). Truyền thông và sự tham gia trên tất cả các cấp của tổ chức, đặc biệt là quản lý hàng đầu, là một phần quan trọng trong giai đoạn thực hiện, với sự hiệu quả của EMS bị lệ thuộc vào sự tham gia tích cực của tất cả nhân viên.

### Kiểm tra - Đo lường và giám sát các quy trình - Báo cáo kết quả
Trong quá trình 'kiểm tra', thực hiện được theo dõi và đo lường định kỳ để đảm bảo rằng các mục tiêu và mục tiêu môi trường của tổ chức đang được đáp ứng (Martin 1998). Ngoài ra, kiểm toán nội bộ được tiến hành theo kế hoạch để xác định xem liệu các EMS có đáp ứng mong đợi của người sử dụng cho dù các quy trình và thủ tục đang được duy trì đầy đủ và theo dõi (các tiêu chuẩn Úc / Tiêu chuẩn New Zealand 2004).

### Hành động cải thiện hiệu suất của EMS dựa trên kết quả
Sau khi giai đoạn kiểm tra, đánh giá quản lý được tiến hành để đảm bảo rằng các mục tiêu của EMS được đáp ứng, mức độ mà họ được đáp ứng, và rằng truyền thông đang được quản lý một cách thích hợp; và để đánh giá hoàn cảnh thay đổi, chẳng hạn như các yêu cầu pháp lý, cho các khuyến nghị cải thiện hơn nữa hệ thống (Tiêu chuẩn Úc / Tiêu chuẩn New Zealand 2004). Những khuyến nghị này được kết hợp thông qua cải tiến liên tục: kế hoạch này được gia hạn hoặc kế hoạch mới được thực hiện, và EMS di chuyển về phía trước.

### Quá trình cải thiện liên tục
ISO 14001 khuyến khích một công ty phải liên tục cải thiện môi trường của nó, giảm các tác động tiêu cực về môi trường thực tế và có thể - điều này đạt được trong ba cách:
1. Mở rộng: Ngày càng có nhiều lĩnh vực kinh doanh được thực hiện EMS.
2. Làm giàu: Ngày càng có nhiều hoạt động, sản phẩm, quy trình, khí thải, tài nguyên được quản lý bởi thực hiện EMS.
3. Nâng cấp: Cải tiến các khuôn khổ và cơ cấu tổ chức của EMS, cũng như sự tích tụ các bí quyết trong việc đối phó với các vấn đề sự nghiệp môi trường.

## Lợi ích
ISO 14000 được phát triển chủ yếu để hỗ trợ các công ty với một khuôn khổ cho việc kiểm soát quản lý tốt hơn mà có thể dẫn đến giảm tác động môi trường của họ. Ngoài những cải tiến về hiệu năng, các tổ chức có thể gặt hái được một số lợi ích kinh tế trong đó có sự phù hợp cao với các yêu cầu quy định và pháp (Sheldon 1997) bằng cách áp dụng các tiêu chuẩn ISO. Bằng cách giảm thiểu rủi ro tiền phạt, quy định trách nhiệm pháp lý và môi trường và nâng cao hiệu quả của một tổ chức (Delmas 2009), lợi ích có thể bao gồm việc giảm chất thải, tiêu thụ tài nguyên, và chi phí vận hành. Thứ hai, như một tiêu chuẩn quốc tế công nhận, các doanh nghiệp đang hoạt động tại nhiều địa điểm trên toàn thế giới có thể tận dụng sự phù hợp của tiêu chuẩn ISO 14001, loại bỏ sự cần thiết cho nhiều đăng ký hoặc xác nhận (Hutchens 2010). Thứ ba,  người tiêu dùng đã tạo thúc đẩy của đối với các công ty nên phải áp dụng kiểm soát nội bộ tốt hơn, sự kết hợp của ISO 14000 là một cách tiếp cận thông minh cho khả năng tồn tại lâu dài của doanh nghiệp. Điều này có thể cung cấp cho họ một lợi thế cạnh tranh so với các công ty không áp dụng các tiêu chuẩn (Potoki & Prakash, 2005). Điều này lại có thể có một tác động tích cực đến giá trị tài sản của công ty (Van der Deldt, 1997). Nó có thể dẫn đến cải thiện nhận thức của công chúng về việc kinh doanh, đặt chúng ở một vị trí tốt hơn để hoạt động trên thị trường quốc tế (Potoki & Prakash 1997; Sheldon 1997). Việc sử dụng các tiêu chuẩn ISO 14000 có thể chứng minh một cách tiếp cận sáng tạo và tư tưởng tiến bộ cho khách hàng và nhân viên tiềm năng. Nó có thể làm tăng sự tiếp cận của doanh nghiệp cho các khách hàng mới và các đối tác kinh doanh. Trong một số thị trường nó có khả năng giảm chi phí bảo hiểm trách nhiệm công cộng, có thể phục vụ để giảm bớt các rào cản thương mại giữa các doanh nghiệp đã đăng ký (Van der Deldt, 1997). Có sự quan tâm ngày càng tăng trong đó có giấy chứng nhận tiêu chuẩn ISO 14000 trong hồ sơ dự thầu đối với quan hệ đối tác công-tư cho đổi mới cơ sở hạ tầng. Bằng chứng về giá trị về chất lượng môi trường và lợi ích cho người nộp thuế đã được thể hiện trong các dự án đường cao tốc ở Canada.

## Đánh giá tính phù hợp
ISO 14001 có thể được sử dụng toàn bộ hoặc một phần để giúp đỡ một tổ chức (vì lợi nhuận hay phi lợi nhuận) quản lý tốt hơn mối quan hệ của nó với môi trường. Nếu tất cả các yếu tố của tiêu chuẩn ISO 14001 được đưa vào quá trình quản lý, tổ chức có thể lựa chọn để chứng minh rằng nó đã đạt được kết đầy đủ hay phù hợp với các tiêu chuẩn quốc tế, bằng cách sử dụng một trong bốn lựa chọn được công nhận. Đó là:
1. Tự ra quyết định và tự kê khai, hoặc
2. Tìm kiếm sự xác nhận sự phù hợp của nó do các bên có lợi ích trong tổ chức, như khách hàng, hoặc
3. Tìm kiếm sự xác nhận tự kê khai của mình bởi một bên ngoài tổ chức, hoặc
4. Tìm kiếm chứng nhận / đăng ký của EMS của nó bởi một tổ chức bên ngoài.

ISO không kiểm soát đánh giá sự phù hợp; Nhiệm vụ của nó là để phát triển và duy trì các tiêu chuẩn. ISO có một chính sách trung lập về đánh giá sự phù hợp.
Mỗi tùy chọn phục vụ nhu cầu thị trường khác nhau. Các tổ chức áp dụng quyết định những lựa chọn tốt nhất cho họ, kết hợp với nhu cầu thị trường của họ.
Lựa chọn 1 đôi khi không chính xác được gọi là "tự cấp xác nhận" hoặc "tự nhận". Đây không phải là một tài liệu tham khảo có thể chấp nhận theo các điều khoản ISO và định nghĩa, vì nó có thể dẫn đến sự nhầm lẫn trên thị trường. Reference:. Người sử dụng có trách nhiệm đưa ra quyết định của riêng mình. Phương án 2 là thường được gọi là một khách hàng hoặc 2 bên kiểm toán, là một thuật ngữ được thị trường chấp nhận. Phương án 3 là một quá trình của bên thứ ba độc lập bởi một tổ chức dựa trên một hoạt động tham gia và cung cấp bởi các học viên được đào tạo đặc biệt. Tùy chọn này được dựa trên một quy trình kế toán thương hiệu như Báo cáo EnviroReady, được tạo ra để giúp các tổ chức nhỏ và vừa. Phát triển của nó ban đầu được dựa trên Handbook Canada cho Kế toán; hiện nay nó được dựa trên một tiêu chuẩn kế toán quốc tế. Các lựa chọn thứ tư, cấp giấy chứng nhận, là một quá trình của bên thứ ba độc lập, đã được triển khai rộng rãi bởi tất cả các loại hình tổ chức. Chứng nhận cũng được biết đến ở một số nước như đăng ký. Các nhà cung cấp dịch vụ chứng nhận hoặc được công nhận bởi các dịch vụ kiểm định quốc gia như UKAS ở Anh.

## ISO 14001 và EMAS
Trong năm 2010,  Quy chế mới nhất EMAS (EMAS III) có hiệu lực; Đề án hiện nay được áp dụng trên toàn cầu, và bao gồm các chỉ số hoạt động quan trọng và một loạt các cải tiến hơn nữa. Hiện nay, hơn 4.500 tổ chức, khoảng 7.800 trang web đã đăng ký EMAS.

## Bổ sung và khác biệt
Yêu cầu của hệ thống quản lý môi trường ISO 14001 rất tương tự như của EMAS EMS. Yêu cầu bổ sung cho EMAS bao gồm:
- Yêu cầu nghiêm ngặt về đo lường và đánh giá các hoạt động môi trường đối với các mục tiêu và chỉ tiêu.
- Giám sát chính phủ của người xác minh môi trường
- Sự tham gia  mạnh mẽ của nhân viên; Tổ chức EMAS thừa nhận rằng sự tham gia hoạt động của nhân viên là một động lực và điều kiện tiên quyết để cải thiện môi trường liên tục và thành công.
- Chỉ số môi trường cốt lõi tạo sự đa dạng - so sánh hàng năm trong và giữa các tổ chức
- Bắt buộc cung cấp thông tin đối với công chúng
- Đăng ký bởi một cơ quan công quyền.

## ISO 14001 sử dụng trong chuỗi cung ứng
Có nhiều lý do mà ISO 14001 sẽ có tiềm năng hấp dẫn để cung cấp dây chuyền quản lý, bao gồm cả việc sử dụng các tiêu chuẩn tự nguyện để hướng dẫn sự phát triển của các hệ thống tích hợp, yêu cầu của nó cho các thành viên chuỗi cung ứng trong ngành công nghiệp như ô tô và hàng không vũ trụ, tiềm năng về phòng chống ô nhiễm dẫn đến giảm chi phí sản xuất và lợi nhuận cao hơn, mối quan hệ của nó với sự phát triển trách nhiệm xã hội của công ty, và khả năng mà một hệ thống ISO - hệ thống đăng ký có thể cung cấp cho các công ty có một nguồn tài nguyên môi trường độc đáo, khả năng và lợi ích dẫn đến lợi thế cạnh tranh.
Khu vực mới phát triển của nghiên cứu bắt đầu đề cập việc sử dụng các tiêu chuẩn này để cho thấy rằng đăng ký ISO 14001 có thể được thừa hưởng toàn bộ lợi thế cạnh tranh cho chuỗi cung ứng . Bằng cách nhìn vào ISO 14001 doanh nghiệp đăng ký, thông tin từ các nghiên cứu so sánh sự khác nhau của hội nhập và phát triển bền vững trong chuỗi cung ứng. Một số nghiên cứu và khuôn khổ thực nghiệm thừa nhận tác động của ISO 14001 về thiết kế dây chuyền cung ứng.
Các đề xuất bao gồm:
1. Đăng ký ISO hàng đầu để quản lý môi trường chủ động hơn bao gồm cả quá trình và đo lường hiệu suất liên quan đến tính bền vững qua một chuỗi cung ứng;
2. ISO - nhà máy đăng ký với hệ thống quản lý môi trường chính thức sẽ có mức độ tiếp cận cao hơn yêu cầu thông tin giữa các OEM và các nhà cung cấp Tier I;
3. ISO - nhà máy đăng ký ISO có mối quan hệ trực tiếp với các nhà máy khác đã đăng ký trong chuỗi cung ứng của họ sẽ có mức độ giảm chất thải và chi phí hiệu quả hơn so với các nhà máy không đăng ký;
4. ISO - nhà máy đăng ký có mối quan hệ trực tiếp với các nhà máy khác đã đăng ký trong chuỗi cung ứng sẽ có hoạt động bền vững và các dự án có ROI tốt hơn so với doanh nghiệp không đăng ký;
5. ISO - nhà máy đăng ký có mối quan hệ trực tiếp với các nhà máy khác đã đăng ký sẽ có mức độ quản lý quan hệ khách hàng và sẽ được quan hệ tích cực với cơ hội mở rộng lớn hơn và hình ảnh hơn so với nhà máy không đăng ký;
6. ISO - nhà máy đăng ký có mối quan hệ trực tiếp với các nhà máy khác đã đăng ký sẽ có ít vấn đề về sức khỏe người lao động và số giảm sự cố an toàn hơn so với các nhà máy không đăng ký;
7. ISO - đăng ký nhà máy có mối quan hệ trực tiếp với các nhà máy khác đã đăng ký sẽ có một mối quan hệ tích cực mạnh mẽ giữa truyền thông, đào tạo, hệ thống giám sát / kiểm soát, và hiệu suất vững chắc; và
8. Nhà máy theo tiêu chuẩn ISO - có mối quan hệ trực tiếp với các nhà máy khác đã đăng ký sẽ có mức độ tham gia và thông tin liên lạc, trong đó sẽ có liên hệ tích cực để tích hợp bên trong và bên ngoài nhiều hơn với các thành viên chuỗi cung ứng.

## Danh mục tiêu chuẩn ISO 14000
- ISO 14001 Hệ thống quản lý môi trường - Các yêu cầu và hướng dẫn sử dụng
- ISO 14004 Hệ thống quản lý môi trường - Hướng dẫn chung về nguyên tắc, hệ thống và kỹ thuật hỗ trợ
- ISO 14006 Hệ thống quản lý môi trường - Hướng dẫn kết hợp thiết kế sinh thái
- ISO 14015 Đánh giá môi trường của các trang web và các tổ chức
- ISO 14020 series (14.020-14.025) Nhãn môi trường và khai báo
- ISO 14030 Thảo luận về đánh giá môi trường sau sản xuất
- ISO 14031 Đánh giá hiện trạng môi trường - Hướng dẫn
- ISO 14040 series (14040 to 14049), Life Cycle Assessment, LCA, quản lí chất lượng - đánh giá vòng đờiii sản phẩm- nguyên tắc và khuôn khô
- ISO 14046 Bộ hướng dẫn và yêu cầu để đánh giá lượng nước của sản phẩm, quy trình, và các tổ chức. Chỉ bao gồm phát thải khí và đất mà ảnh hưởng chất lượng nước trong việc đánh giá.

Một đánh giá dấu vết nước có thể hỗ trợ trong việc: a) đánh giá tầm quan trọng của tác động môi trường liên quan đến nước; b) xác định các cơ hội để giảm tác động môi trường tiềm tàng liên quan đến nước kết hợp với các sản phẩm ở các giai đoạn khác nhau trong các quy trình và tổ chức; c) quản lý rủi ro chiến lược liên quan đến nước; d) tạo điều kiện cho sử dụng nước hiệu quả và tối ưu hóa quản lý nước ở sản phẩm, quá trình và các cấp tổ chức; e) Thông báo quyết định trong tổ chức công nghiệp, chính phủ hoặc phi chính phủ tác động môi trường tiềm năng của họ liên quan đến nước (ví dụ như cho mục đích của kế hoạch chiến lược, thiết lập ưu tiên, sản phẩm hoặc quy trình thiết kế hoặc thiết kế lại, các quyết định về đầu tư các nguồn lực); f) cung cấp thông tin phù hợp và đáng tin cậy, dựa trên chứng cứ khoa học cho việc báo cáo kết quả chất lượng nước. Việc đánh giá lượng nước theo tiêu chuẩn này có thể được thực hiện và báo cáo như một đánh giá độc lập, có tác động liên quan đến nước được đánh giá. Trong tiêu chuẩn này, các thuật ngữ "dấu vết nước" chỉ được sử dụng khi nó là kết quả của việc đánh giá tác động. Phạm vi cụ thể của việc đánh giá lượng nước được định nghĩa bởi người sử dụng của tiêu chuẩn này phù hợp với yêu cầu của nó.
- ISO 14046 2014, Quản lý môi trường - Dấu chân Nước - Các nguyên tắc, yêu cầu, và Hướng dẫn
- ISO 14050 Thuật ngữ và định nghĩa
- ISO 14062 Thảo luận về việc cải tiến các mục tiêu tác động môi trường
- ISO 14063 Hướng dẫn thông tin về môi trường và các ví dụ
- ISO 14064 Đo lường, định lượng, và giảm phát thải khí nhà kính
- ISO 19011 Chỉ định một giao thức kiểm toán cho cả hai tiêu chuẩn ISO 14000 và 9000